# Weissach im Tal
Weissach im Tal est une commune (Gemeinde) allemande de l'arrondissement (Landkreis) de Rems-Murr en Bade-Wurtemberg.

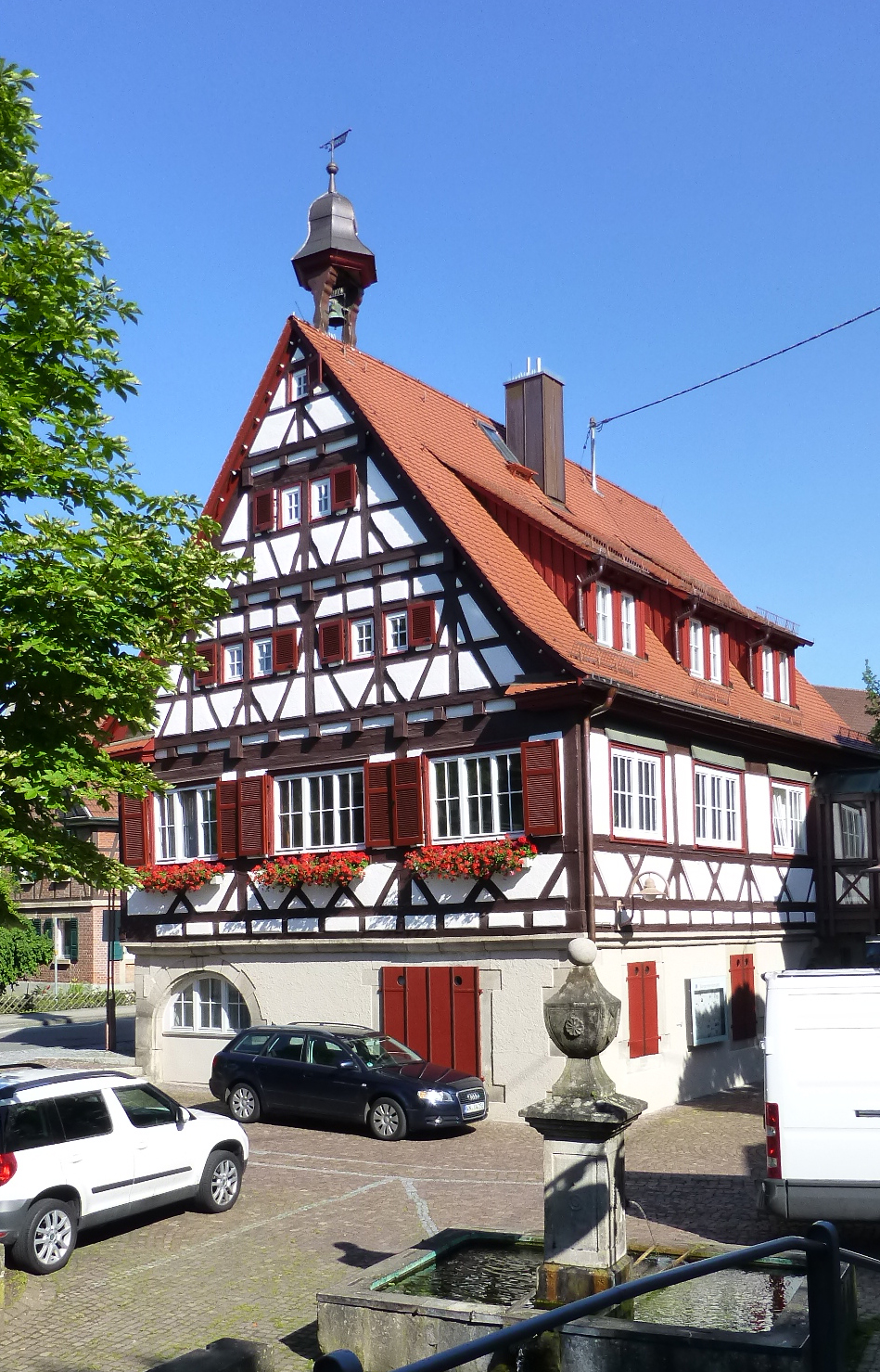
L'ancienne mairie (Rathaus)

## Géographie
Weissach im Tal se trouve en bordure de la Schwäbisch-Fränkischer Wald, non loin de Backnang, au nord-est de Stuttgart. La ville est composée de quatre municipalités : Unterweissach, Oberweissach, Cottenweiler et Bruch qui ont été réunies le 1er juillet 1971 lors de la réforme communale menée dans le Bade-Wurtemberg.

## Jumelage
- Marcy-l'Étoile (France)
- Marly (France)
- Lommatzsch (Allemagne) depuis 1990.